# لييج-باستون-لييج 2013
لييج-باستون-لييج 2013 (بالإنجليزية: 2013 Liège–Bastogne–Liège)‏ هو سباق دراجات هوائية أقيم بتاريخ 21 أبريل 2013، تكون السباق من 1 مراحل وامتدّ لمسافة 261.5 كم بسرعة 39.411 كم/س، استغرق السباق 6 ساعة 38 دقيقة 07 ثانية. فاز به دان مارتن وحلّ ثانيا خواكيم رودريغيث بينما حصل على المركز الثالث أليخاندرو بالبيردي.

## الترتيب
| م                     | الدرّاج             | البلد   | الزمن                    |
| --------------------- | ------------------ | ------- | ------------------------ |
| الفائز بالترتيب العام | دان مارتن          | أيرلندا | 6 ساعة 38 دقيقة 07 ثانية |
| الثاني                | خواكيم رودريغيث    | إسبانيا |                          |
| الثالث                | أليخاندرو بالبيردي | إسبانيا |                          |